# La signora sprint
La signora sprint (The Fast Lady) è un film del 1962 diretto da Ken Annakin.

## Trama
A seguito di un incidente stradale, un giovane ragazzo conosce una bella e ricca ragazza appassionata di automobili. Il protagonista di questa storia è però un giovane impiegato comunale che nella sua vita ha guidato unicamente la bicicletta. Per tentare quindi di conquistarla il giovane si procura un'auto velocissima, una Bentley del 1927, e frequenta un corso per imparare a guidarla. Otterrà la patente con uno spericolato inseguimento di alcuni rapinatori di banca.